# Record italiani di ciclismo su pista
I record italiani di ciclismo su pista rappresentano le migliori prestazioni stabilite dagli atleti di nazionalità italiana nelle prove di ciclismo su pista e ratificate dalla Federazione Ciclistica Italiana. 
Progressione del record italiano dei 200 metri lanciati

## Maschili
| Specialità                          | Prestazione | Atleta                                                       | Società        | Data            | Luogo                     | Ref   |
| ----------------------------------- | ----------- | ------------------------------------------------------------ | -------------- | --------------- | ------------------------- | ----- |
| 200 metri lanciati                  | 9"822       | Stefano Moro                                                 | Fiamme Azzurre | 14 Aprile 2024  | Milton                    | [ 1 ] |
| Chilometro a cronometro             | 59”460      | Matteo Bianchi                                               | Esercito       | 14 ottobre 2022 | Saint-Quentin-en-Yvelines | [ 2 ] |
| Inseguimento individuale            | 3'59"636    | Filippo Ganna                                                | Ineos          | 14 ottobre 2022 | Saint-Quentin-en-Yvelines | [ 3 ] |
| Velocità a squadre                  | 43”497      | Daniele Napolitano Matteo Bianchi Mattia Predomo             |                | 10 gennaio 2024 | Apeldoorn                 | [ 4 ] |
| Inseguimento a squadre              | 3'42"032    | Jonathan Milan Simone Consonni Filippo Ganna Francesco Lamon |                | 4 agosto 2021   | Izu                       | [ 5 ] |
| Record dell'ora                     | 56792 metri | Filippo Ganna                                                | Ineos          | 8 ottobre 2022  | Grenchen                  |       |
| Migliore prestazione umana sull'ora | 56792 metri | Filippo Ganna                                                | Ineos          | 8 ottobre 2022  | Grenchen                  |       |

## Femminili
| Specialità               | Prestazione | Atleta                                                          | Società                 | Data             | Luogo                     | Ref    |
| ------------------------ | ----------- | --------------------------------------------------------------- | ----------------------- | ---------------- | ------------------------- | ------ |
| 200 metri lanciati       | 10"580      | Miriam Vece                                                     | Valcar Travel & Service | 27 febbraio 2020 | Berlino                   | [ 6 ]  |
| 500 metri a cronometro   | 33"171      | Miriam Vece                                                     | Valcar Travel & Service | 29 febbraio 2020 | Berlino                   | [ 6 ]  |
| Inseguimento individuale | 3'26"836    | Martina Alzini                                                  | Valcar Travel & Service | 13 novembre 2020 | Plovdiv                   | [ 7 ]  |
| Velocità a squadre       | 33"797      | Miriam Vece Elena Bissolati                                     | Valcar PBM Asd Speedy   | 19 ottobre 2017  | Berlino                   | [ 8 ]  |
| Inseguimento a squadre   | 4:09.760    | Elisa Balsamo Chiara Consonni Martina Fidanza Vittoria Guazzini |                         | 13 ottobre 2022  | Saint-Quentin-en-Yvelines | [ 9 ]  |
| Record dell'ora          | 50267 metri | Vittoria Bussi                                                  | Open Cycling Team       | 13 ottobre 2023  | Aguascalientes            | [ 10 ] |